# Thomas L. Blanton

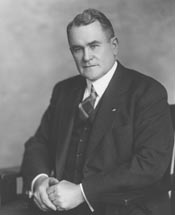
Thomas L. Blanton

Thomas Lindsay Blanton (* 25. Oktober 1872 in Houston, Texas; † 11. August 1957 in Albany, Texas) war ein US-amerikanischer Politiker. Zwischen 1919 und 1937 vertrat er zwei Mal den Bundesstaat Texas im US-Repräsentantenhaus.

## Werdegang
Thomas Blanton besuchte die öffentlichen Schulen seiner Heimat. Nach einem anschließenden Jurastudium an der University of Texas in Austin und seiner 1897 erfolgten Zulassung als Rechtsanwalt begann er in Cleburne in diesem Beruf zu arbeiten. Bald danach zog er nach Albany, wo er bis 1908 weiterhin als Anwalt praktizierte. Zwischen 1908 und 1917 war Blanton Richter im 42. Gerichtsbezirk seines des Staates. Gleichzeitig schlug er als Mitglied der Demokratischen Partei eine politische Laufbahn ein.
Bei den Kongresswahlen des Jahres 1916 wurde Blanton im 16. Wahlbezirk von Texas in das US-Repräsentantenhaus in Washington, D.C. gewählt, wo er am 4. März 1917 die Nachfolge von William Robert Smith antrat. Nach fünf Wiederwahlen konnte er bis zum 3. März 1929 sechs Legislaturperioden im Kongress absolvieren. Seit 1919 vertrat er als Nachfolger von Daniel E. Garrett den 17. Distrikt seines Staates. In seine Zeit als Kongressabgeordneter fielen der Erste Weltkrieg sowie die Ratifizierung des 18. und 19. Verfassungszusatzes. 1921 wurde Blanton vom Kongress wegen ungebührlicher Sprache in einem von ihm in der offiziellen Kongresspublikation veröffentlichten Brief abgemahnt. Dabei entging er nur knapp seinem Ausschluss aus dem Repräsentantenhaus. In seinem Wahlbezirk hat ihm dieser Zwischenfall aber nicht geschadet. Er wurde 1922, 1924 und 1926 jeweils wiedergewählt.
1928 verzichtete er auf eine weitere Kandidatur. Stattdessen bewarb er sich erfolglos um die Nominierung seiner Partei für die Wahlen zum US-Senat. Nach dem Tod des Abgeordneten Robert Quincy Lee, der 1929 seinen Sitz im Kongress übernommen hatte, wurde Blanton bei der fälligen Nachwahl zu dessen Nachfolger gewählt und kehrte am 20. Mai 1930 ins Repräsentantenhaus zurück. Nach drei Wiederwahlen konnte er dort bis zum 3. Januar 1937 verbleiben. Dabei wurden ab 1933 viele der New-Deal-Gesetze der Bundesregierung und Präsident Franklin D. Roosevelts verabschiedet. Im Jahr 1933 wurden der 20. und der 21. Verfassungszusatz ratifiziert.
1936 wurde Blanton von seiner Partei nicht mehr zur Wiederwahl nominiert. Nach dem Ende seiner Zeit im US-Repräsentantenhaus betätigte er sich in den Jahren 1937 und 1938 als Anwalt in der Bundeshauptstadt Washington. Danach kehrte er nach Albany zurück, wo er weiterhin als Jurist arbeitete. Außerdem züchtete er dort Hereford-Rinder. Thomas Blanton starb am 11. August 1957 in Albany, wo er auch beigesetzt wurde.